# عرفان و رندی در شعر حافظ
عرفان و رندی در شعر حافظ با نام قبلی هستی‌شناسی حافظ اثری از داریوش آشوری دربارهٔ ریخت‌شناسی اندیشه و جهان‌بینی حافظ است. در این اثر بنیادی‌ترین ویژگی حافظ، جهان‌بینی‌اش دانسته می‌شود. به‌گفتهٔ نویسنده آثاری مانند کشف‌الاسرار، مرصادالعباد و شرح تعرف از منابع فکری حافظ‌اند. کتاب دارای بخش‌هایی است با عنوان: الگوی هستی‌شناسی حافظ، اسطورهٔ آفرینش، دو مکتب تأویلی، رند و رندی، آدم در برابر مَلک، وقت ازلی، اخلاق رندانه، شعر رندانه و شعر زاهدانه، بازی جهان و... هستی‌شناسی حافظ از سوی نشر مرکز در سال ۱۳۷۷ انتشار یافته و چاپ دومش با نام عرفان و رندی در شعر حافظ از همین ناشر انجام شده است.